# Jorge Armando Otálora
Jorge Armando Otálora Gómez (Chocontá, 25 de enero de 1967) es un abogado y político colombiano. Fue Defensor del Pueblo entre 2012-2016.

## Biografía
Jorge Armando Otálora estudió derecho en la Universidad Católica de Colombia y especialista en Ciencias Penales y Criminológicas de la Universidad Externado de Colombia. Ha sido profesor de procesal penal en la Universidad Externado de Colombia y decano de la facultad de derecho de la Universidad Manuela Beltrán.
Su trayectoria en el sector público empezó como estudiante cuando trabajó como notificador y oficial mayor de un Juzgado Penal Municipal y después en la Procuraduría como abogado visitador. En 2007, aspiró al cargo de magistrado de la Sala Penal de la Corte Suprema pero no fue elegido. Sin embargo, en el 2009 fue ternado por Álvaro Uribe para la Sala Disciplinaria del Consejo Superior de la Judicatura. Entre 2012 hasta 2016 fue Defensor del Pueblo. Renunció a raíz de un escándalo de acoso laboral y sexual a la secretaria de la entidad institucional.